# Jorge Santana
Jorge Santana (n. 13 iunie 1951, Autlán de Navarro⁠(d), Jalisco, Mexic – d. 14 mai 2020, California, SUA) a fost un chitarist mexican, frate al muzicianului Carlos Santana.